# Ilduara Menéndez
Ilduara Menéndez o Ilduara Mendes (? - 1058) fue una condesa y regenta de Portugal durante la minoría de edad su hijo Menendo Núñez.

## Vida
Hija del conde Menendo González y su mujer Tutadomna Moniz, Ilduara tuvo varios hermanos y hermanas, incluyendo Elvira Menéndez, esposa del rey Alfonso V de León. Gobernó el condado conjuntamente con su marido, el conde Nuño Alóitez, hijo de Aloito Núñez y Gontina. Desde 1028, año de la muerte de su esposo, gobernó el condado como regenta ya que su hijo Menendo Núñez era menor cuándo su padre murió.